# Асаф Джах IV
Насір ад-Даула Мір Фаркунда Алі-хан Сіддікі Бейефенді Асаф Джах IV (25 квітня 1794 — 16 травня 1857) — нізам Хайдарабаду від 1829 до 1857 року.

## Життєпис
Старший син Асаф Джаха III. Народився 1794 року в Бідарі, отримавши ім'я Мір Фаркунда Алі-хан. 1829 року успадкував владу, прийнявши ім'я Асаф Джах IV. Він успадкував фінансово слабке королівство. На його прохання лорд Вільям Бентінк відкликав усіх європейських суперінтендантів цивільних департаментів і дотримувався політики невтручання у справи Гайдарабаду.
Держава ставала дедалі більшим боржником перед британцями. Він передав в заставу арабам і рохіллам для отримання коштів для утримання війська та чиновників. Менші джаґірдари також закладали свої маєтки, і в результаті ці лихварі контролювали значні частини держави. Наслідком стали повстання нселення та збідніли феодалів. Відповідно до тогочасних записів, пограбування на дорогах, мародерство, вбивства та захоплення землі збільшилися, а хабарництво та корупція стали звичним явищем. 1835 року на цю ситуацію звернула увагу рада правління Британської Ост-Індської компанії. 1839 року було розкрито змову брата нізама — мубараз ад-даули Мір Говхар Алі-хана, — який за допомогою Расул-хана, набоба Карнула, планував захопити владу. Заколотника було запроторено до кінця життя до в'язниці.
1840 року за допомогою здібних міністрів було створено більш якісну адміністративну та фінансову систему. Територію держави поділено на 16 округів, кожним з яких керував талукдар, який відповідав за судову та цивільну адміністрацію. 1846 року заснував Гайдарабадську медичну школу.
1850 року лише борги перед британцями досягли 7 мільйонів рупій. На 1852 року нізам вже не міг сплачувати службу війську. 1853 року підписав угоду з Британською Ост-Індською компанією, відповідно до якої британці погодилися скасувати всі його борги в обмін на поступку частини його території — області Берар. 1855 року було створено центральну скарбницю.
Помер Асаф Джах IV 1857 року. Трон спадкував його син Асаф Джах V.